# Nagoya Railroad
La Nagoya Railroad Co., Ltd. (名古屋鉄道株式会社, Nagoya Tetsudō Kabushiki-gaisha), communément appelée Meitetsu (名鉄), est une entreprise privée qui gère des lignes ferroviaires dans les préfectures d'Aichi et de Gifu au Japon. Son siège social est à Nagoya.
La Meitetsu fait partie du Groupe Meitetsu dont les domaines d'activité sont le transport, la distribution et l'immobilier .
Le nom  « Meitetsu » est abréviation de Nagoya Tetsudō, le premier kanji de Nagoya (名古屋) pouvant aussi se lire mei.

## Histoire
La compagnie Nagoya Railroad a été officiellement fondée le 21 juin 1921, mais elle comprend des compagnies plus anciennes. La compagnie Aichi Basha Tetsudo (compagnie de tramway à cheval d'Aichi) fondée en 1894 est la plus ancienne d'entre elles.
La ligne Atsumi est transférée à la compagnie Toyohashi Railroad en 1954.
Le Panorama car, train emblématique de la compagnie, est lancé en juin 1961.
En mars 1965, le musée de la compagnie Meiji mura est inauguré.
Au mois de mars 2019, la Meitetsu gère 437 km de lignes de trains et 7,2 km de ligne de tramway (ligne Toyokawa) pour un total de 275 gares.

## Lignes
- Ligne principale

| Symbole | Ligne                   | Nom japonais | Terminus                  | Longueur (km) | Gares |
| ------- | ----------------------- | ------------ | ------------------------- | ------------- | ----- |
| NH      | Ligne principale Nagoya | 名古屋本線   | Toyohashi - Meitetsu Gifu | 99,8          | 60    |

- Lignes zone Gifu et Aichi ouest

| Symbole | Ligne          | Nom japonais | Terminus             | Longueur (km) | Gares |
| ------- | -------------- | ------------ | -------------------- | ------------- | ----- |
| TH      | Ligne Hashima  | 羽島線       | Shin-Hashima - Egira | 1,3           | 2     |
| TH      | Ligne Takehana | 竹鼻線       | Kasamatsu - Egira    | 10,3          | 10    |
| BS TB   | Ligne Bisai    | 尾西線       | Yatomi - Tamanoi     | 30,9          | 22    |
| TB      | Ligne Tsushima | 津島線       | Sukaguchi - Tsushima | 11,8          | 8     |

- Lignes zone Aichi nord

| Symbole | Ligne              | Nom japonais | Terminus                              | Longueur (km) | Gares |
| ------- | ------------------ | ------------ | ------------------------------------- | ------------- | ----- |
| KG      | Ligne Kakamigahara | 各務原線     | Meitetsu Gifu - Shin-Unuma            | 17,6          | 18    |
| IY      | Ligne Inuyama      | 犬山線       | Biwajima (embranchement) - Shin-Unuma | 26,8          | 17    |
| HM      | Ligne Hiromi       | 広見線       | Inuyama - Mitake                      | 22,3          | 11    |
| KM      | Ligne Komaki       | 小牧線       | Kamiiida - Inuyama                    | 20,4          | 14    |

- Lignes zone péninsule de Chita

| Symbole | Ligne                | Nom japonais | Terminus                                   | Longueur (km) | Gares |
| ------- | -------------------- | ------------ | ------------------------------------------ | ------------- | ----- |
| CH      | Ligne Chikkō         | 築港線       | Ōe - Higashi Nagoyako                      | 1,5           | 2     |
| TA      | Ligne Tokoname       | 常滑線       | Jingū-mae - Tokoname                       | 29,3          | 23    |
| TA      | Ligne de l'aéroport  | 空港線       | Tokoname - Aéroport international du Chūbu | 4,2           | 3     |
| KC      | Ligne Kōwa           | 河和線       | Ōtagawa - Kōwa                             | 28,8          | 19    |
| KC      | Ligne nouvelle Chita | 知多新線     | Fuki - Utsumi                              | 13,9          | 6     |

- Lignes zone Aichi est

| Symbole | Ligne          | Nom japonais | Terminus                 | Longueur (km) | Gares |
| ------- | -------------- | ------------ | ------------------------ | ------------- | ----- |
| TT      | Ligne Toyota   | 豊田線       | Umetsubo - Akaike        | 15,2          | 8     |
| MY MU   | Ligne Mikawa   | 三河線       | Sanage - Hekinan         | 39,8          | 23    |
| GN      | Ligne Nishio   | 西尾線       | Shin-Anjō - Kira Yoshida | 24,7          | 14    |
| GN      | Ligne Gamagōri | 蒲郡線       | Kira Yoshida - Gamagōri  | 17,6          | 10    |
| TK      | Ligne Toyokawa | 豊川線       | Kō - Toyokawa-inari      | 7,2           | 5     |

- Ligne Seto

| Symbole | Ligne      | Nom japonais | Terminus                | Longueur (km) | Gares |
| ------- | ---------- | ------------ | ----------------------- | ------------- | ----- |
| ST      | Ligne Seto | 瀬戸線       | Sakaemachi - Owari Seto | 20,6          | 20    |

## Matériel roulant
Les trains de la Meitetsu se caractérisaient par leur livrée rouge intégrale, mais les derniers modèles sont à dominante blanche ou acier.

### Trains actuels
Au mois de mars 2019, la Meitetsu possède 1 070 voitures voyageurs.

#### Trains express

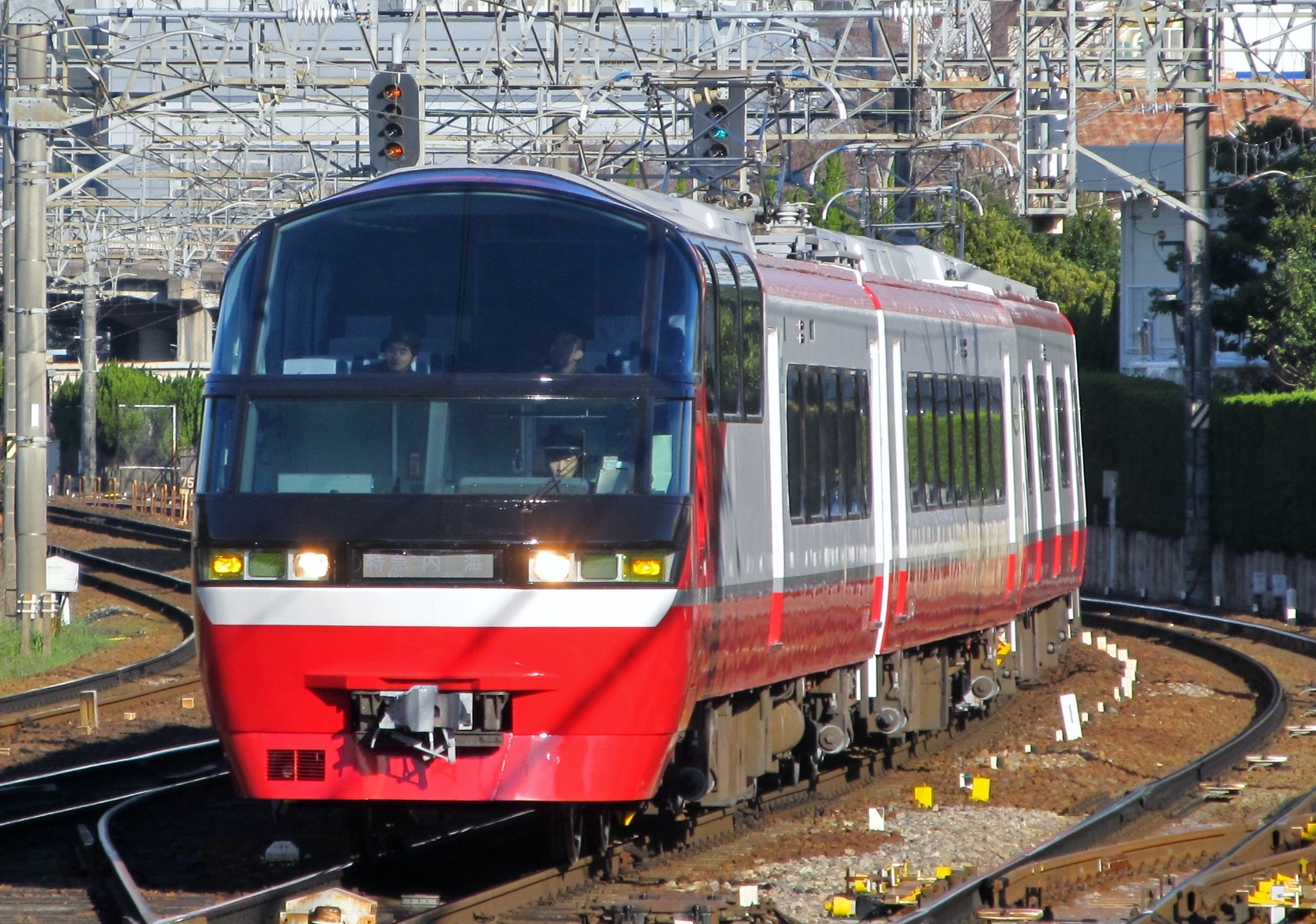
Série 1200/1230 "Panorama Super"
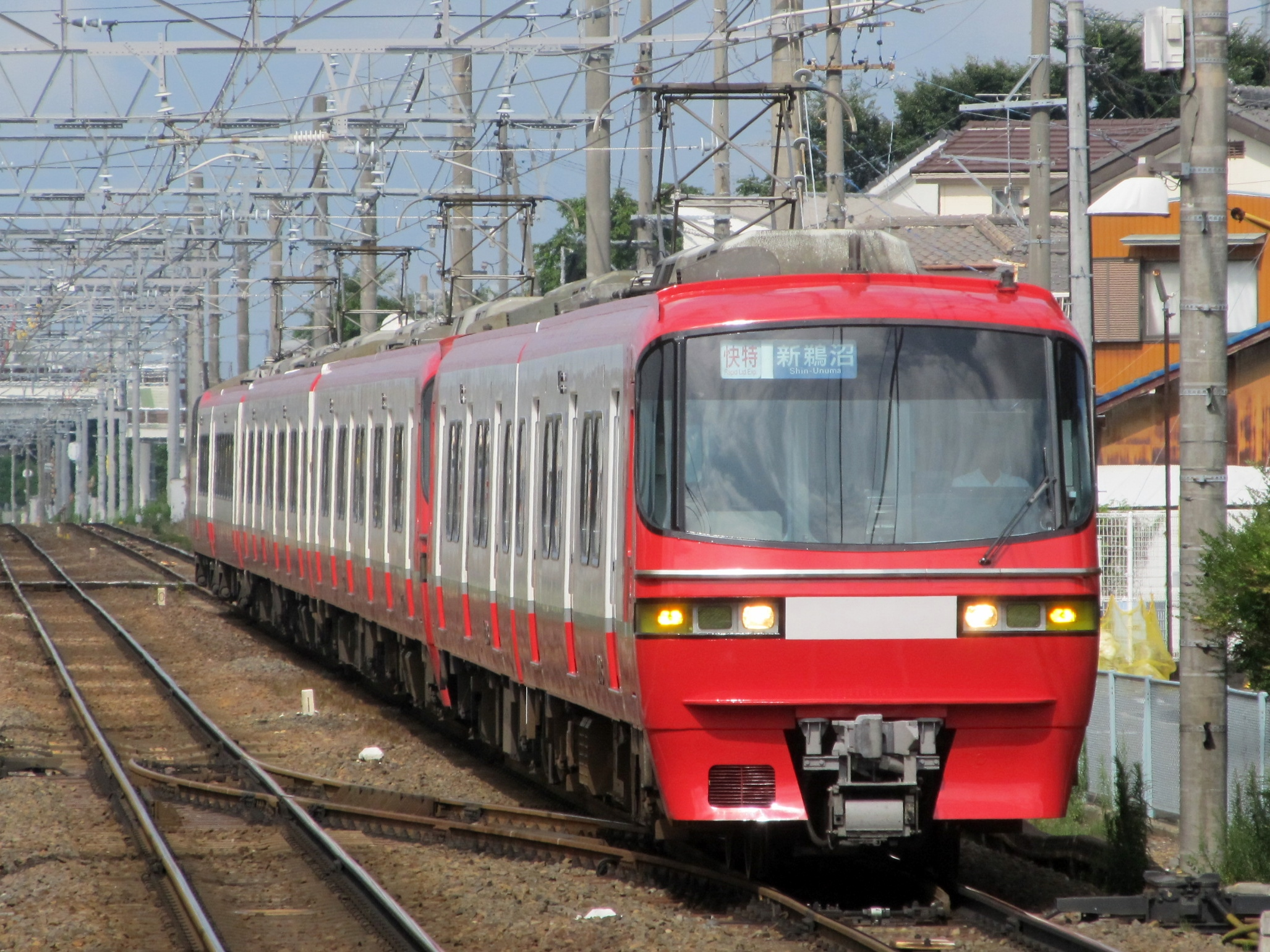
Série 1800/1850
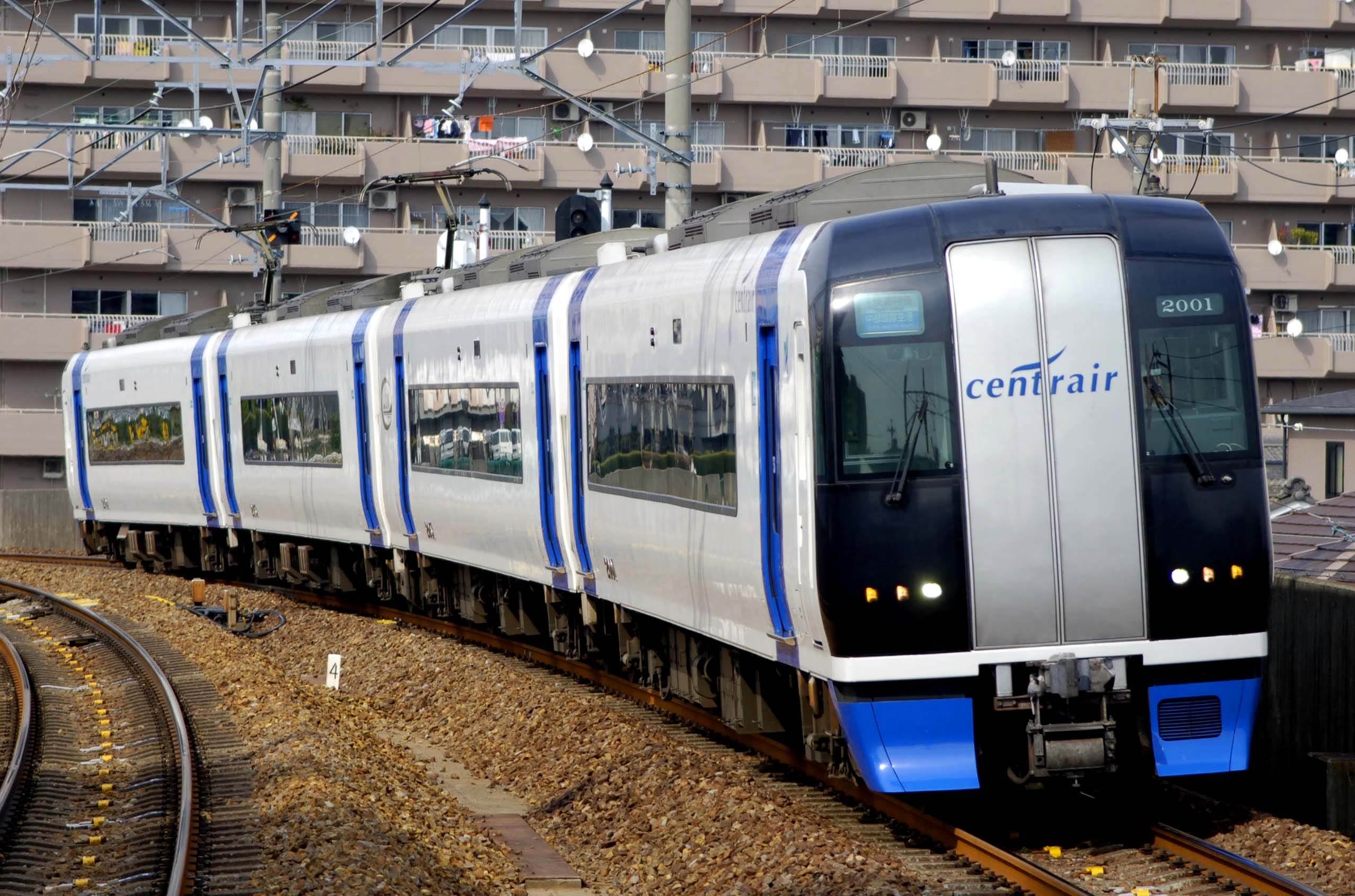
Série 2000
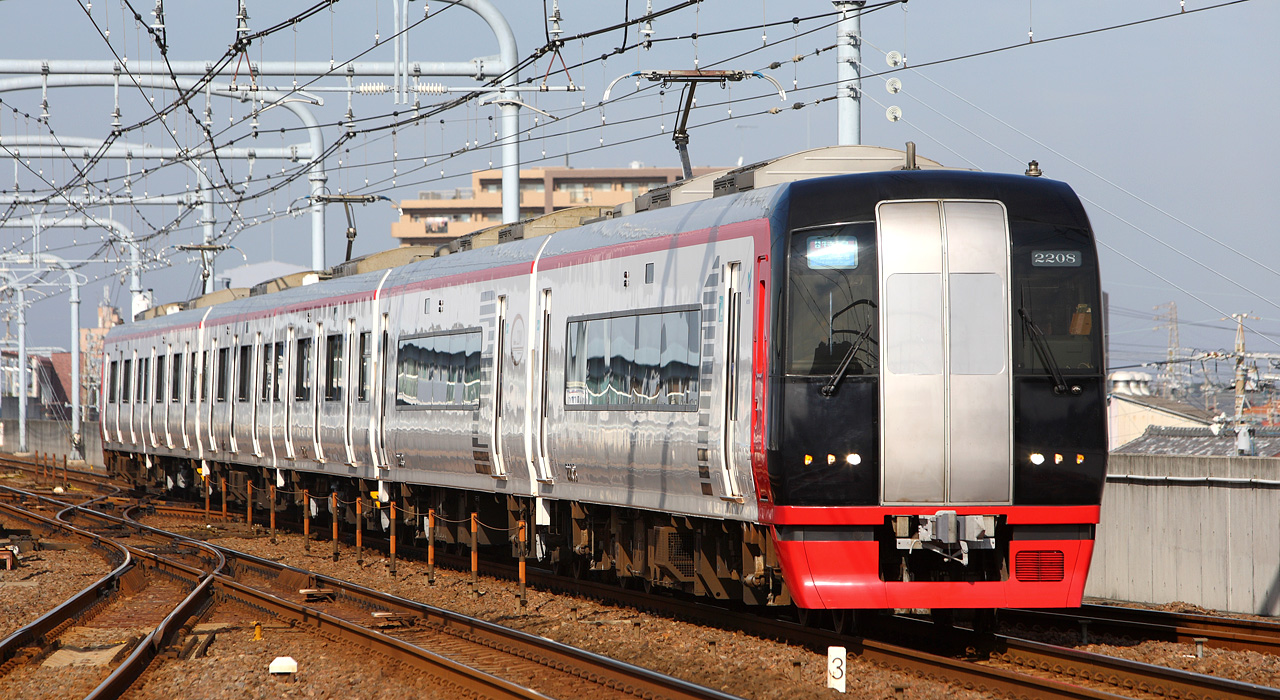
Série 2200/2300

#### Trains de banlieue

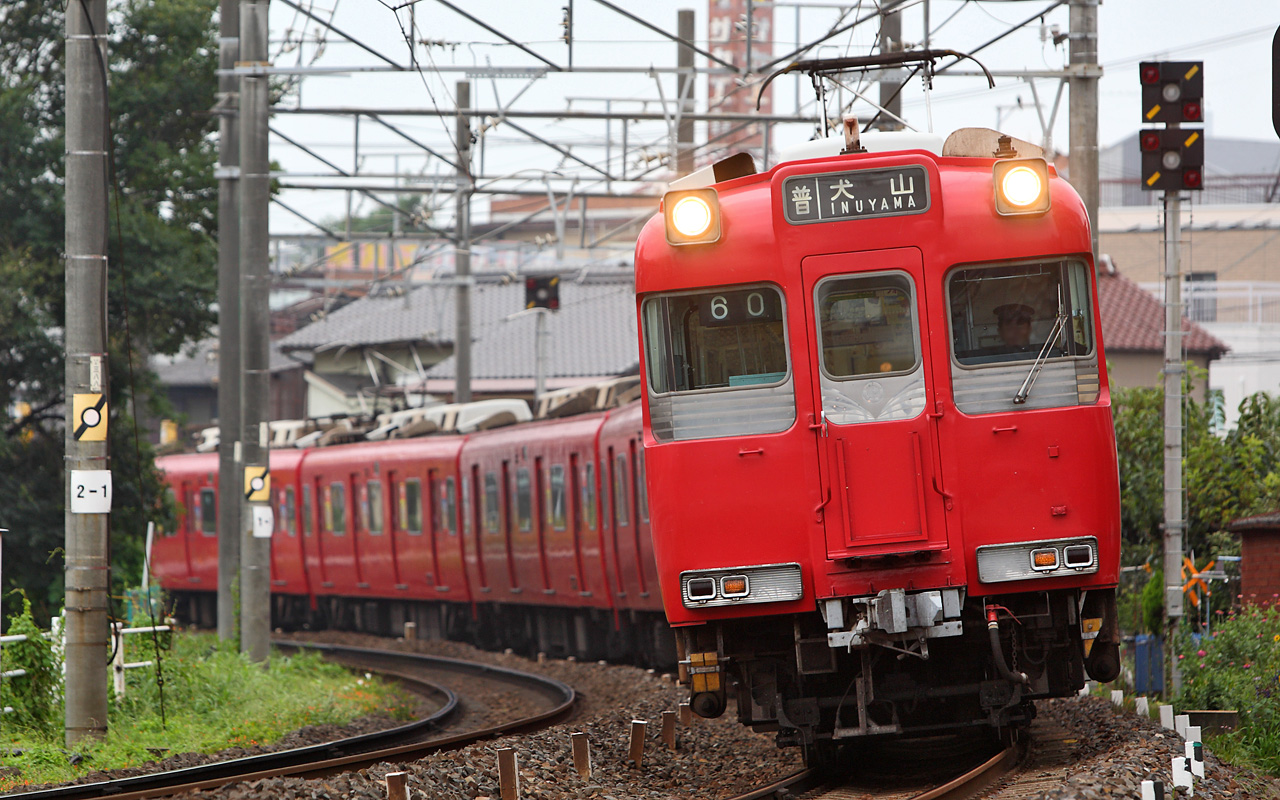
Série 100/200
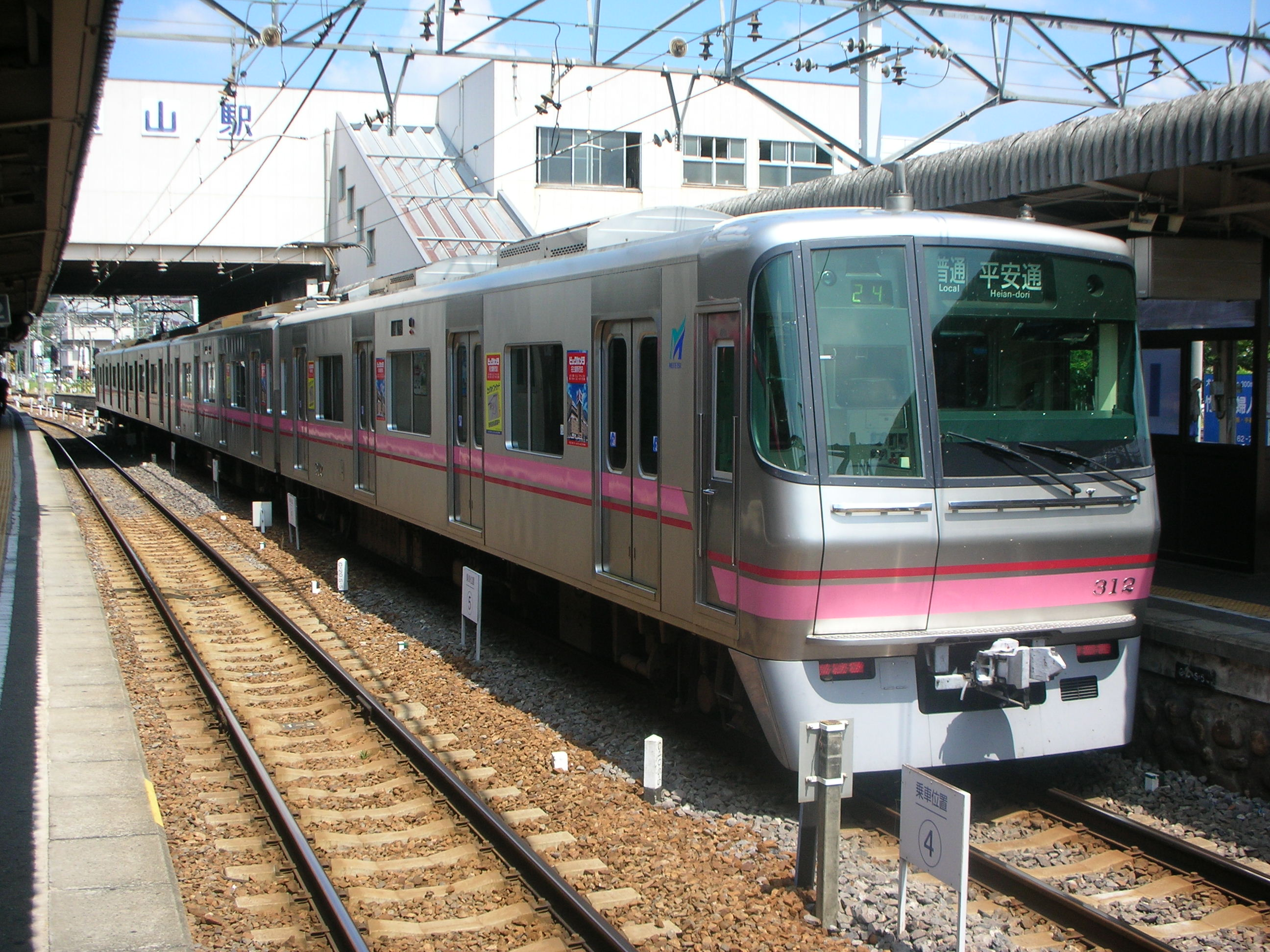
Série 300
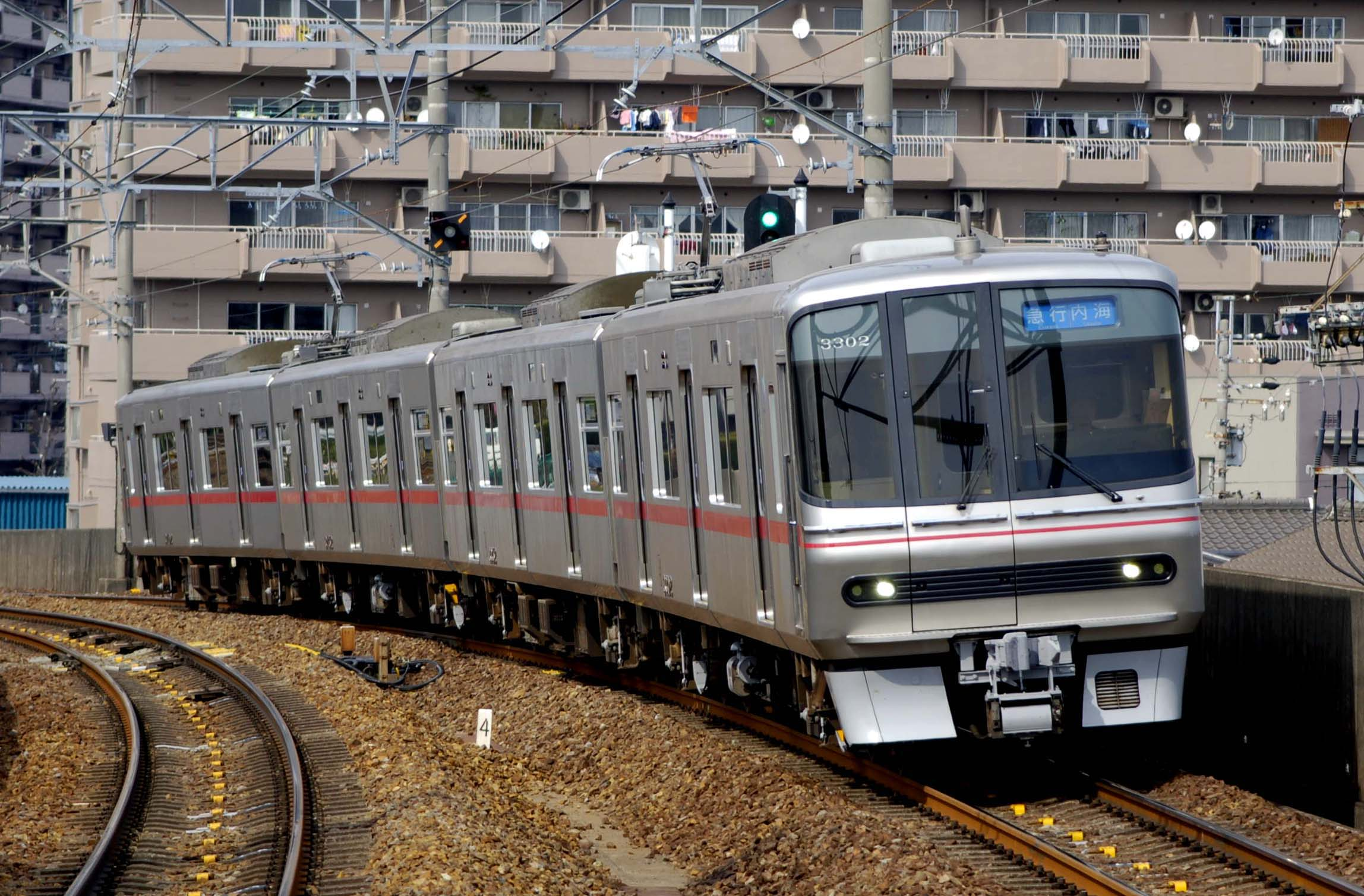
Série 3300
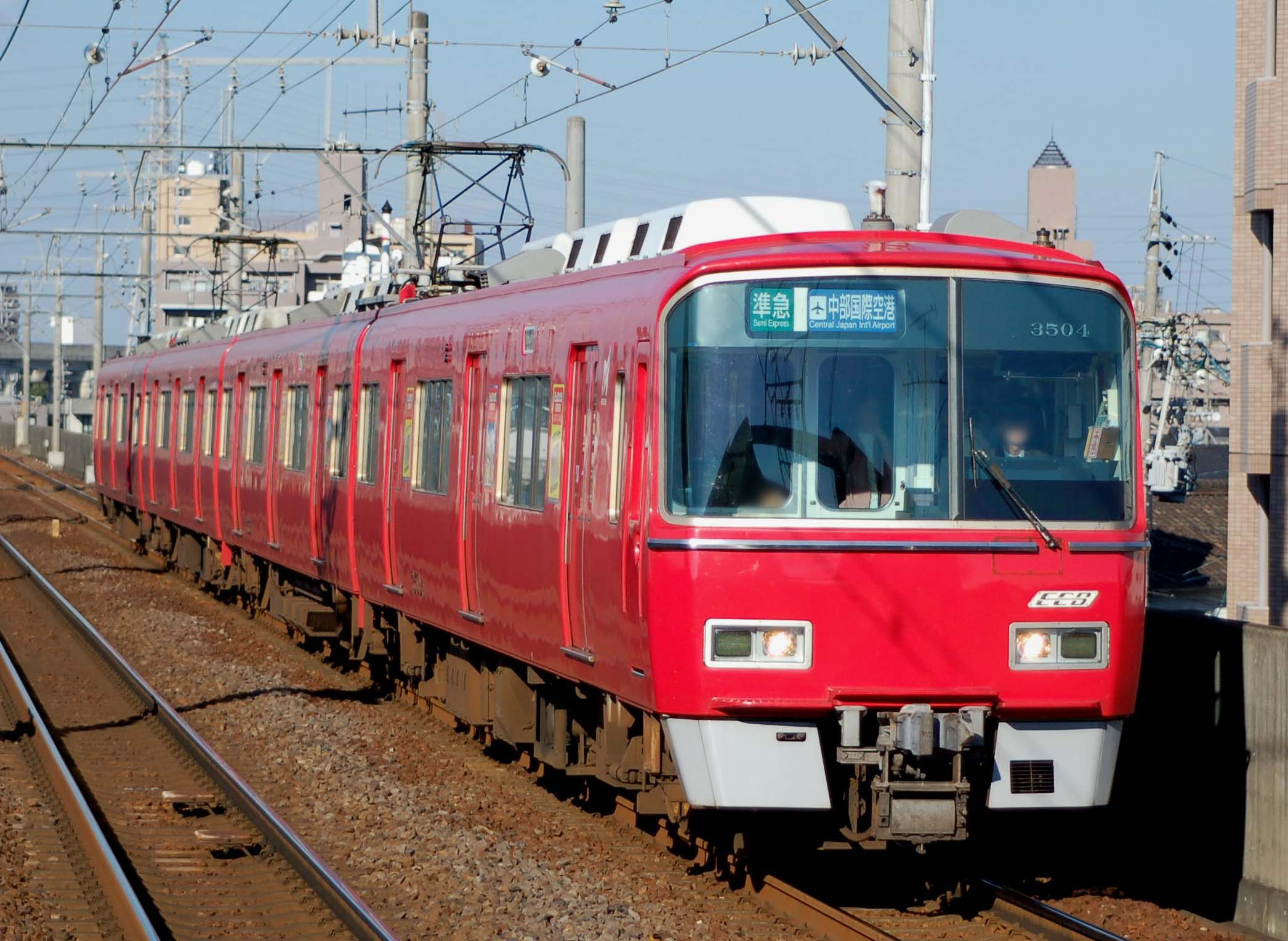
Série 3100/3500/3700
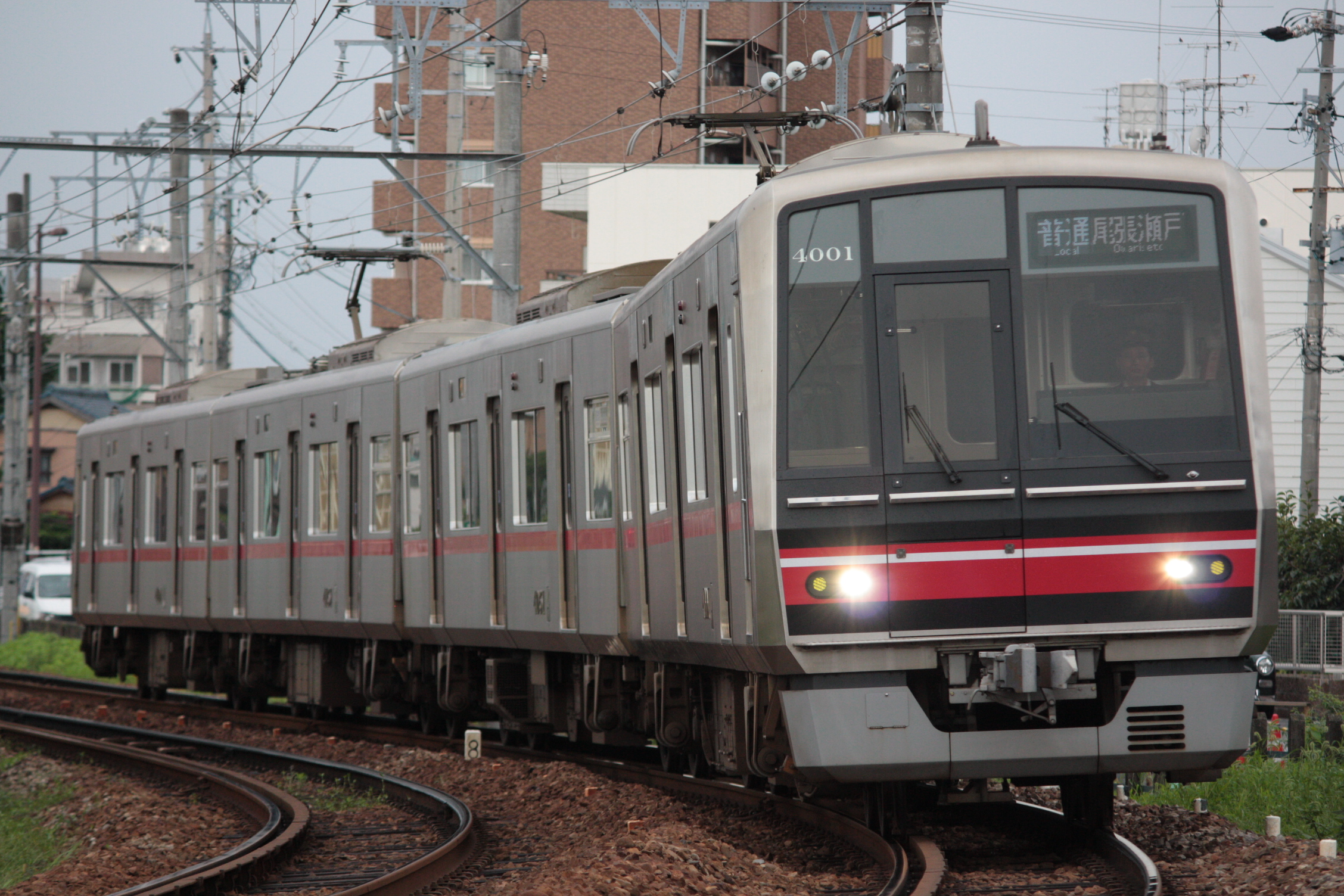
Série 4000
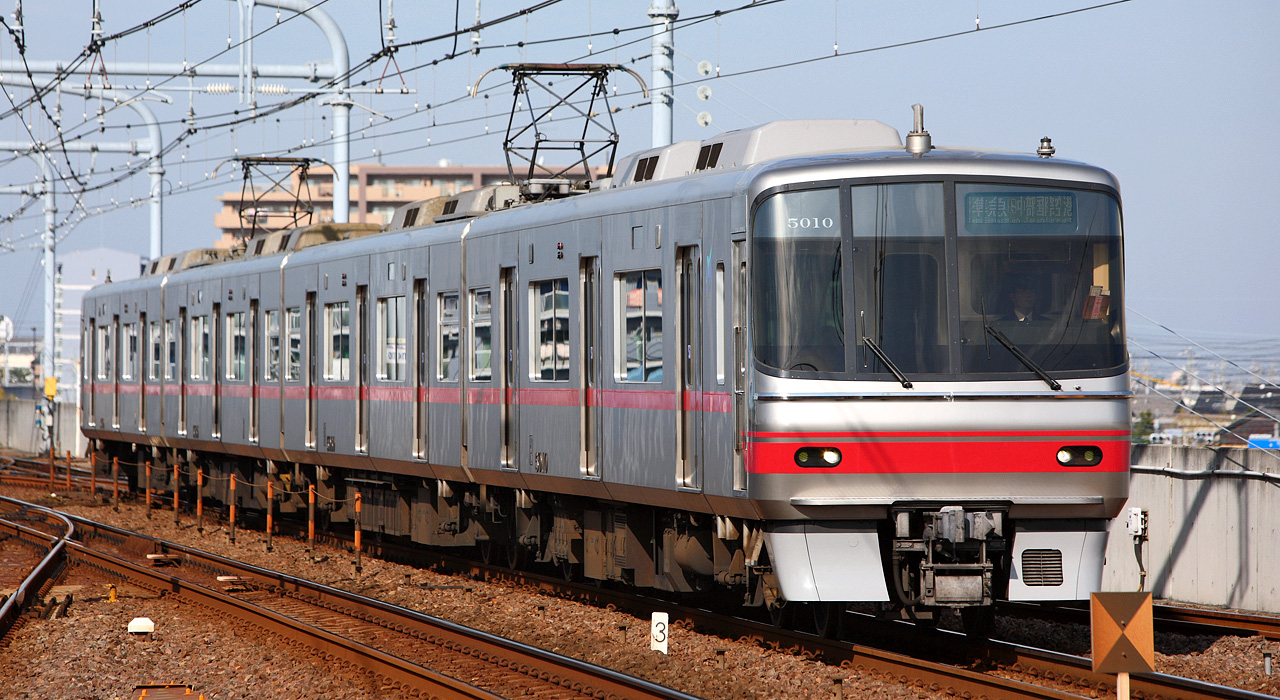
Série 5000
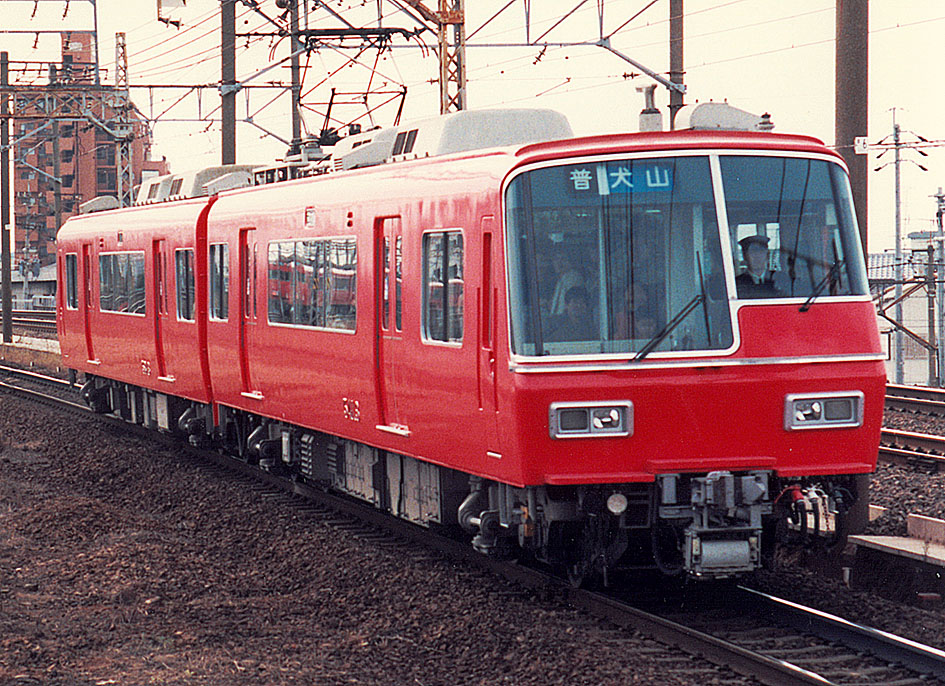
Série 5300
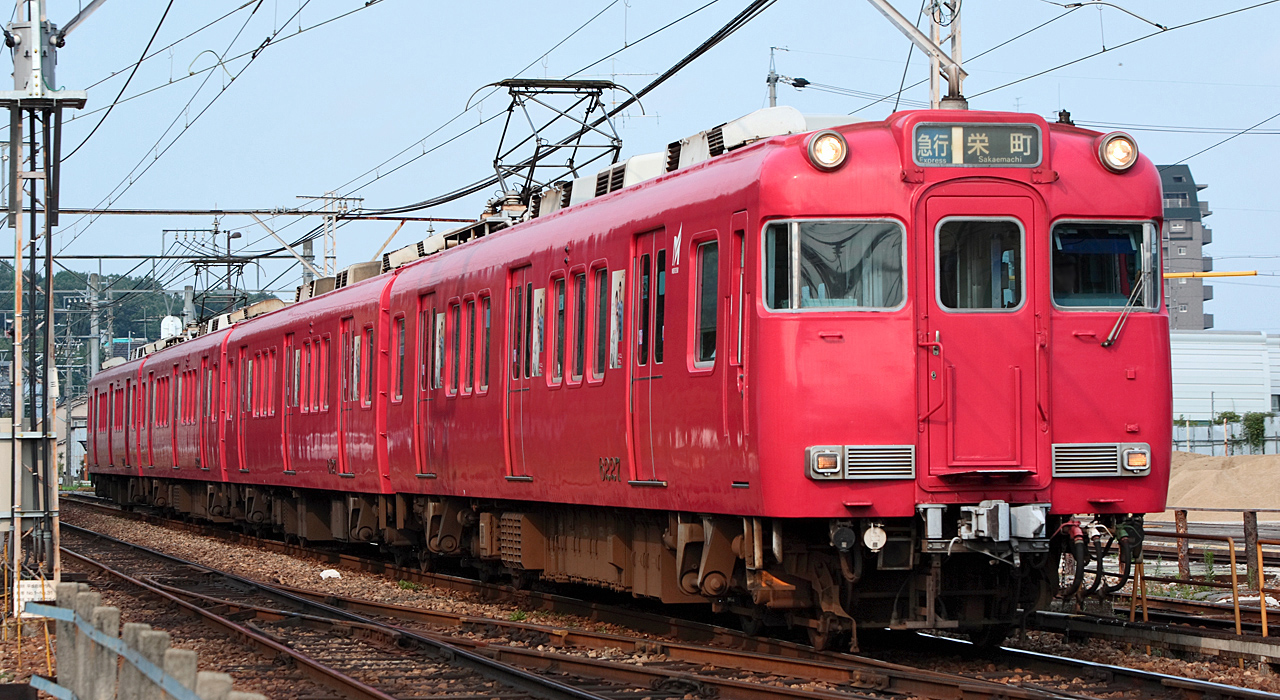
Série 6000/6500/6800
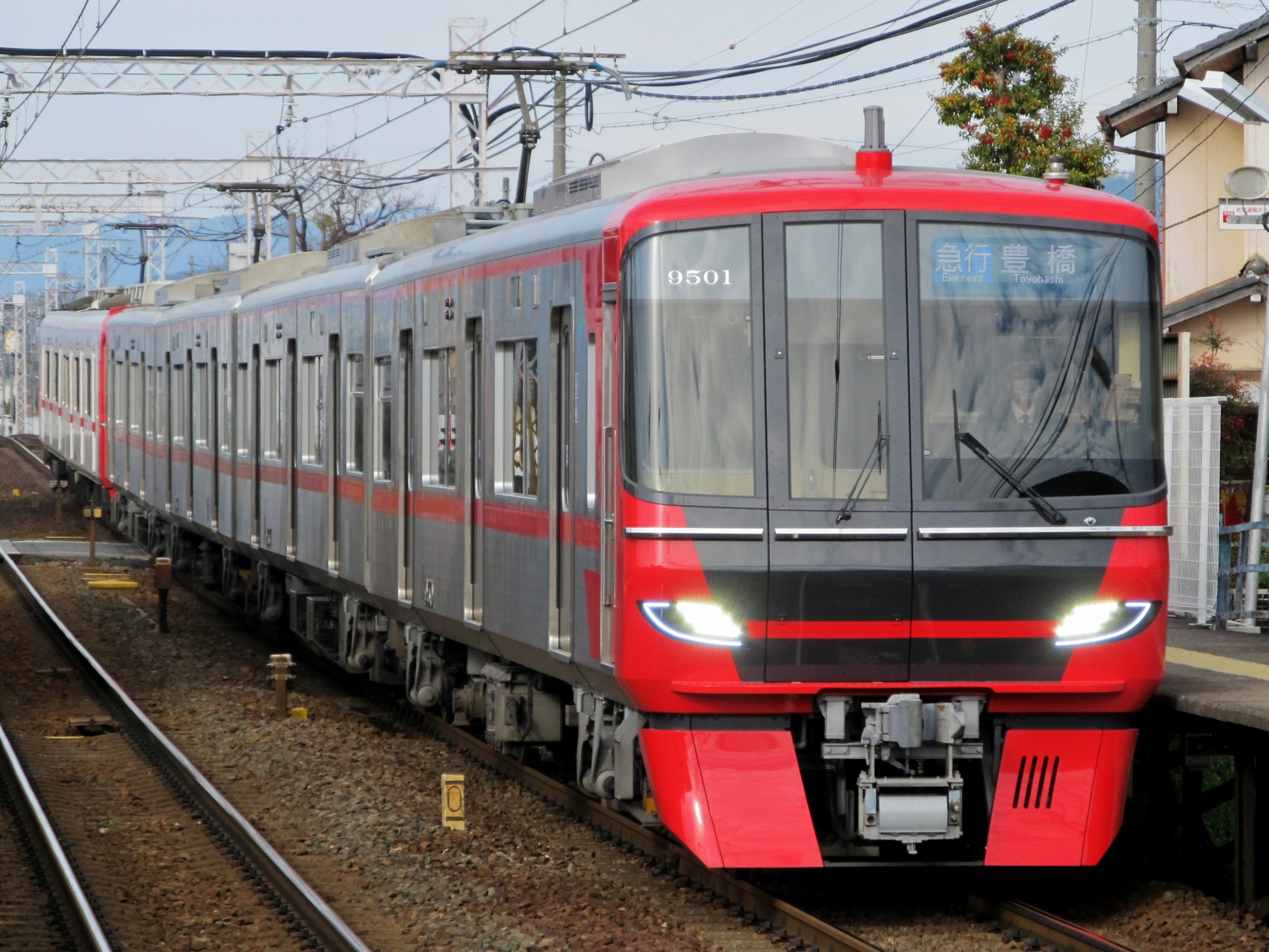
Série 9100/9500

### Panorama car

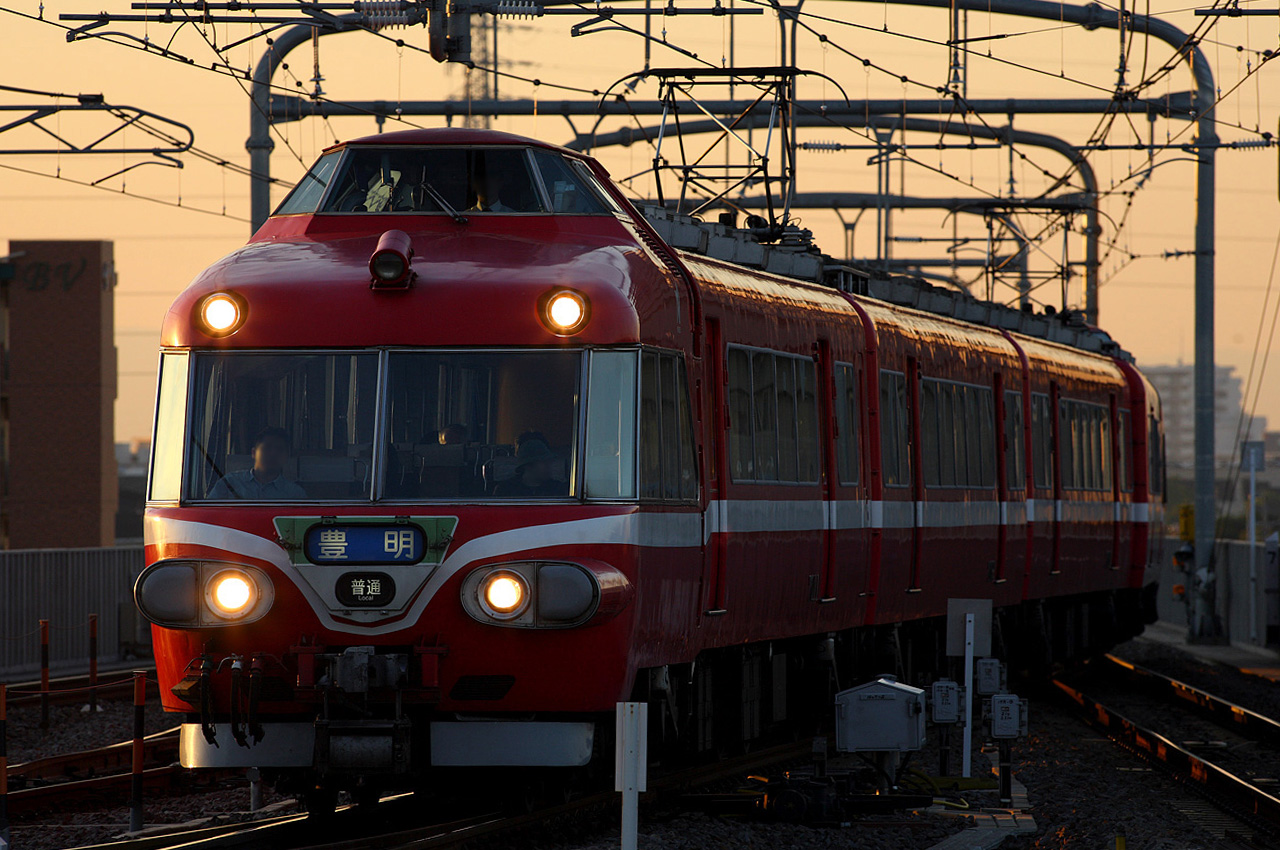
Serie 7000 Panorama Car

Le Meitetsu série 7000 Panorama car est le modèle le plus célèbre de la compagnie. Entré en service en 1961, il a un design novateur. Il a repris l'idée d'un concept italien, la cabine du conducteur est située au-dessus des passagers qui ont ainsi une vue panoramique.
Il a roulé jusqu'en décembre 2009.